# Minenhunde

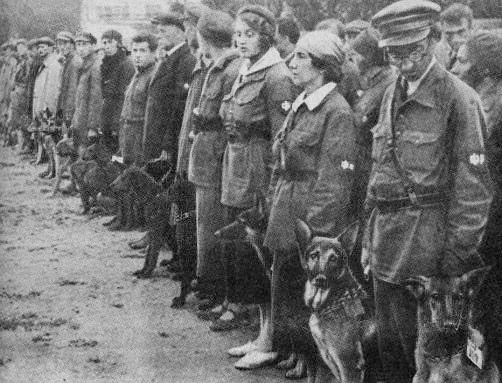
Szovjet katonai kutyák kiképzés közben

A Minenhunde egy német kifejezés, ami annyit tesz magyarul, hogy aknás kutyák, egyéb irodalomban találkozhatunk az aknaszállító kutyák megnevezéssel is. A Vörös Hadsereg a második világháború folyamán használta ezt az fegyvert. Az állatok hátán pár kilós robbanózószerkezet volt rögzítve, amivel a kutyák berohantak az ellenséges harcjárművek, páncélosok alá. Ezt úgy érték el, hogy a kb. 60 000 idomított kutyát úgy szoktatták, hogy különböző nehézgépjárművek, harckocsik alatt kaptak enni. Miután ezt megtanulták, rájuk rakták a hámot, amire került az akna és egy detonátor, majd a német páncélosok közelében elengedték őket. A kiéheztetett állatok meglátva a harci járműveket egyből berohantak alájuk az ennivalóért, letörve a detonátor indítópöckét. Ekkor működésbe lépett a detonátor és az akna felrobbant a kutyával együtt. A mai napig nincsenek pontos adatok a Wehrmacht veszteségeiről, de tény, hogy több páncéloshadosztály tankjait is támadták a szovjetek aknaszállító kutyákkal.